# 讚岐國
讚岐國（日语：〔〕／ Sanukinokuni */?），日本古代的令制國之一，屬南海道，又稱讚州。讚岐國的領域大約為現在的香川縣，但設置之初不包含小豆島及直島諸島。

## 郡
- 大內郡
- 寒川郡
- 三木郡
- 山田郡
- 香川郡
- 阿野郡
- 鵜足郡
- 那珂郡
- 多度郡
- 三野郡
- 刈田郡 -> 豐田郡

## 相關項目
- 日本令制國列表